# Ziggurat (jeu vidéo, 2014)
Pour les articles homonymes, voir Ziggurat (homonymie).
Ziggurat est un jeu vidéo d'exploration de donjon à la première personne développé et édité par Milkstone Studios. Le jeu est sorti sur Linux, Microsoft Windows et OS X en octobre 2014 après avoir été disponible pendant deux mois en accès anticipé. Le jeu est ensuite sorti sur Xbox One en mars 2015, sur PlayStation 4 en avril 2015, sur Wii U en août 2016 et sur Nintendo Switch en juillet 2019. Le jeu est largement inspiré par Heretic et Hexen: Beyond Heretic, d'autres jeux de tir classiques à la première personne.

## Système de jeu
Ziggurat est un jeu de tir à la première personne d'exploration de donjon avec des éléments de type roguelike. Les niveaux et les ennemis sont générés de manière aléatoire et incluent des boss, des pièges, des sorts et des trésors. Au cours du jeu, des armes et des avantages supplémentaires peuvent être trouvés.

## Accueil
Ziggurat a reçu des critiques généralement positives à sa sortie. L'agrégateur de critiques Metacritic donne au jeu des scores de 76/100 pour les versions PC et Xbox One, et 79/100 pour la version PlayStation 4.

## Suite
La suite du jeu, Ziggurat 2, est sortie le 22 octobre 2020,.